# Hernán Zuliani
Duilio Hernán Zuliani Quiroga (San Juan, Argentina; 1 de diciembre de 2002), más conocido como Hernán Zuliani, es un futbolista argentino que se desempeña como lateral izquierdo en San Martín de Tucumán, de la Primera Nacional de Argentina.
Su posición principal es la de lateral izquierdo aunque también puede jugar como defensor central.

## Trayectoria

### Sportivo Desamparados
Nacido el 1 de diciembre de 2002 en San Juan, Argentina, Hernán Zuliani se destacó desde temprana edad en el Club Sportivo Desamparados, donde su talento llamó la atención y le abrió las puertas del profesionalismo.
En este club es donde Zuliani comenzó su carrera profesional, disputando un total de 14 partidos con el conjunto sanjuanino, a lo largo del Torneo Federal A 2021.

### Defensa y Justicia
En 2021, firmó su primer contrato como profesional con Defensa y Justicia. Debutó en su nuevo club recién en 2022, cuando, por un partido correspondiente a la Copa Sudamericana, enfrentó al Atlético Goianense de Brasil, en la derrota del conjunto argentino por 3 a 2. En dicho encuentro Zuliani brindó una asistencia.

### Deportivo Madryn
En 2023, Zuliani llegó en calidad de préstamo al Deportivo Madryn de la Primera Nacional, con los cuales permaneció durante 2 temporadas y disputó 55 partidos sin anotar goles.

### San Martín de Tucumán
Para la temporada 2025 de la Primera Nacional, es cedido a San Martín de Tucumán, debutando con su nuevo equipo el 8 de febrero, en el empate 0 a 0 frente Almagro, por la primera fecha del campeonato de ascenso.

## Estadísticas

### Clubes
Actualizado de acuerdo al último partido jugado el 10 de agosto de 2025.
| Club                            | Div.          | Temporada     | Liga  | Liga  | Liga   | Copas nacionales | Copas nacionales | Copas nacionales | Torneos internacionales | Torneos internacionales | Torneos internacionales | Total | Total | Total  |
| Club                            | Div.          | Temporada     | Part. | Goles | Asist. | Part.            | Goles            | Asist.           | Part.                   | Goles                   | Asist.                  | Part. | Goles | Asist. |
| ------------------------------- | ------------- | ------------- | ----- | ----- | ------ | ---------------- | ---------------- | ---------------- | ----------------------- | ----------------------- | ----------------------- | ----- | ----- | ------ |
| Sportivo Desamparados Argentina | 3.ª           | 2021          | 14    | 0     | 0      | —                | —                | —                | —                       | —                       | —                       | 14    | 0     | 0      |
| Sportivo Desamparados Argentina | Total club    | Total club    | 14    | 0     | 0      | 0                | 0                | 0                | 0                       | 0                       | 0                       | 14    | 0     | 0      |
| Defensa y Justicia Argentina    | 1.ª           | 2022          | —     | —     | —      | —                | —                | —                | 1                       | 0                       | 1                       | 1     | 0     | 1      |
| Defensa y Justicia Argentina    | Total club    | Total club    | 0     | 0     | 0      | 0                | 0                | 0                | 0                       | 0                       | 1                       | 1     | 0     | 1      |
| Deportivo Madryn Argentina      | 2.ª           | 2023          | 17    | 0     | 0      | —                | —                | —                | —                       | —                       | —                       | 17    | 0     | 0      |
| Deportivo Madryn Argentina      | 2.ª           | 2024          | 38    | 0     | 2      | —                | —                | —                | —                       | —                       | —                       | 38    | 0     | 2      |
| Deportivo Madryn Argentina      | Total club    | Total club    | 55    | 0     | 2      | 0                | 0                | 0                | 0                       | 0                       | 0                       | 55    | 0     | 2      |
| San Martín (T) Argentina        | 2.ª           | 2025          | 25    | 0     | 1      | 2                | 0                | 0                | —                       | —                       | —                       | 27    | 0     | 1      |
| San Martín (T) Argentina        | Total club    | Total club    | 25    | 0     | 1      | 2                | 0                | 0                | 0                       | 0                       | 0                       | 27    | 0     | 1      |
| Total carrera                   | Total carrera | Total carrera | 94    | 0     | 3      | 2                | 0                | 0                | 1                       | 0                       | 1                       | 97    | 0     | 4      |
| 1. 2. 3.                        |               |               |       |       |        |                  |                  |                  |                         |                         |                         |       |       |        |